# Édouard Belet
Édouard Belet (ur. w 1893, zm. 11 stycznia 1988 w Sainte-Croix) – szwajcarski zapaśnik walczący w stylu wolnym. Olimpijczyk z Paryża 1924, gdzie zajął piąte miejsce w wadze lekkiej.

## Letnie Igrzyska Olimpijskie 1924
| Konkurencja      | Rundy eliminacyjne   | Rundy eliminacyjne      | Klas. końcowa |
| Konkurencja      | 1/8                  | 1/4                     | Miejsce       |
| ---------------- | -------------------- | ----------------------- | ------------- |
| 66 kg styl wolny | Ernest Bacon (GBR) Z | George Gardiner (GBR) P | 5.            |